# Дудар Дмитро Миколайович
Дмитро Миколайович Дудар (біл. Дзмітрый Мікалаевіч Дудар; нар. 8 листопада 1991, Гродно, Білорусь) — білоруський футболіст, воротар гродненського «Німана».

## Клубна кар'єра
Вихованець гродненської ДЮСШ Белкард та мінського РДУОРу, з 2008 року почав грати за дубль мінського «Динамо». 2010 року отримав травму, через яку не грав протягом півроку. Після відновлення від травми з середини 2011 року виступав за гродненський «Белкард», у сезоні 2012 став основним воротарем команди у Другій лізі. У сезоні 2013 року був гравцем світлогорського «Хіміка» у Першій лізі.
У березні 2014 року перейшов до берестейського «Динамо», де став другим воротарем після Костянтина Руденка. Сезон 2015 року розпочав як дублер Валерія Фомичева, але після його відходу з команди у червні став основним воротарем.
У січні 2016 року перейшов до мікашевицького «Граніту». У липні 2016 року у зв'язку з фінансовими проблемами «Граніта» залишив клуб і перейшов до «Слуцька», де в зв'язку із травмою Артура Леська став основним воротарем. У сезоні 2017 року чергувався у воротах слуцької команди із Борисом Панкратовим.
У грудні 2017 року залишив «Слуцьк» та підписав однорічний контракт із «Гомелем». У складі команди став основним воротарем, витіснив Олега Ковальова. У грудні 2018 року продовжив угоду з гомельським клубом на сезон 2019 року. Однак у сезоні 2019 виступав переважно за дублюючий склад, зіграв за основну команду лише в одному матчі. У липні 2019 року залишив гомельський клуб.
Незабаром приєднався до гродненського «Німану», де закріпився як основний воротар. У січні 2021 року продовжив контракт із клубом.

### Статистика
| Сезон    | Дивізіон | Клуб                   | Країна   | Матчі | Голи |
| -------- | -------- | ---------------------- | -------- | ----- | ---- |
| 2008     | дубль    | «Динамо» (Мінськ)      | Білорусь | 2     | -0   |
| 2009     | дубль    | «Динамо» (Мінськ)      | Білорусь | 16    | -11  |
| 2010     | дубль    | «Динамо» (Мінськ)      | Білорусь | 13    | -4   |
| 2011 (2) | Д2       | «Белкард» (Гродно)     | Білорусь | 11    | -21  |
| 2012     | Д3       | «Белкард» (Гродно)     | Білорусь | 34    | -45  |
| 2013     | Д2       | «Хімік» (Світлогорськ) | Білорусь | 21    | -18  |
| 2014     | Д1       | «Динамо-Берестя»       | Білорусь | 4     | -8   |
| 2015     | Д1       | «Динамо-Берестя»       | Білорусь | 18    | -33  |
| 2016 (1) | Д1       | «Граніт» (Мікашевичі)  | Білорусь | 14    | -14  |
| 2016 (2) | Д1       | «Слуцьк»               | Білорусь | 14    | -11  |
| 2017     | Д1       | «Слуцьк»               | Білорусь | 15    | -17  |
| 2018     | Д1       | «Гомель»               | Білорусь | 22    | -17  |
| 2019 (1) | Д1       | «Гомель»               | Білорусь | 1     | -3   |
| 2019 (2) | Д1       | «Німан»                | Білорусь | 14    | -16  |
| 2020     | Д1       | «Німан»                | Білорусь | 19    | -17  |

## Кар'єра в збірній
Провів 2 матчі за молодіжну збірну Білорусі на міжнародному турнірі у Португалії.
У липні 2017 року виступав за другу збірну Білорусі на Кубку короля в Таїланді.

## Громадянська позиція
Після жорстокого придушення акцій протесту, спричиненого масовими фальсифікаціями на президентських виборах 2020 року, побиттям і катуваннями затриманих демонстрантів, він та ще 92 білоруські футболісти засудили насильство в Білорусі.

## Титули і досягнення
- Володар Кубка Білорусі (1):

«Торпедо-БелАЗ»: 2022-23